# Баньоли ди Сопра
Баньо̀ли ди Со̀пра (на италиански: Bagnoli di Sopra; на венециански: Bagnòl, Баньол) е малко градче и община в Северна Италия, провинция Падуа, регион Венето. Разположено е на 5 m надморска височина. Населението на общината е 3631 души (към 2015 г.).